# Římskokatolická farnost – děkanství Lipová
Římskokatolická farnost – děkanství Lipová (lat. Hainspachium) je církevní správní jednotka sdružující římské katolíky na území obce Lipová a v jejím okolí. Organizačně spadá do děčínského vikariátu, který je jedním z 10 vikariátů litoměřické diecéze. Centrem farnosti je kostel svatého Šimona a Judy v Lipové.

## Historie farnosti
Farnost existovala již před rokem 1364. Matriky jsou v místě vedeny od roku 1655. Roku 1926 byla povýšena na děkanství.

### Duchovní správcové vedoucí farnost
Začátek působnosti jmenovaného v duchovní správě farnosti od:
- 1624 Joann.
- 1635 Joann. Selimann
- 1636 Anton. Schlieven
- 1637 Schämilius, kanovník budyšínský
- 1640 Ioann. Hierner
- 1654 Reifel, kanovník budyšínský
- 1656 Steph. Cornete
- 1667 Georg. Ignat. Conrad
- 1669 Paul. Guntermann
- 1674 Tobias Ignat. Lumpe
- 1678 Joann. Wenc. Koch
- 1707 Franc. Willlib. Jaeger
- 1754 Conrad. Jul. Winkler
- 1782 Zacharias Koegler
- 1791 Georg. Heer, † 27. 11. 1813
- 1813 Ambros. Bendl, n. 10. 7. 1765 Brtníky, o. 19. 3. 1791
- 1822 Ioan. Dittrich n. 12. 1. 1789 Mikulášovice, o. 7. 8. 1813
  - 1831 par. vacat, cap. Jos. Worwansky
- 1831 Franc. Hocke, n. 16. 7. 1796 Mastricoviens., o. 24. 8. 1821
  - 1842 par. vacat, admin. Lambert Schott
- 1842 Lambert Schott, n. 11. 9. 1796 Magno- Otschechav., o. 24. 8. 1824, † 20. 3. 1857
- 1857 Josef Kindermann, n. 16. 7. 1814 Neugrafenwald., o. 1. 8. 1839, † 20. 6. 1865
- 1865 Ambros Hille, n. 16. 8. 1819 Carolinsthal., o. 25. 7. 1845, † 8. 4. 1898
- 1898 Heinrich Fleck, n. 29. 11. 1857 Č. Kamenice, o. 24. 8. 1882, † 19. 7. 1926
  - 1927 dec. vacat, admin. interc. Guil. Herzog
- 1928 Petrus Boeckeler, n. 19. 11. 1881 Aquisgran (D), o. 12. 7. 1908
  - 1934 dec. vacat, admin. interc. Anton. Fross
- 1935 Joan. Keil, n. 10. 3. 1900 Rumburk, o. 1. 7. 1923
  - Car. Mimberk
- 1. 5. 1957 František Půlpán
- 15. 7. 1957 Jaroslav Španihel
- 1. 2. 1958 Rudolf Posselt
- 1. 8. 1958 Václav Vosáhlo
- 1. 4. 1959 Vincent Šurina
- 1. 9. 1959 Josef Bouček
- 8. 11. 1961 František Půlpán
- 11. 5. 1962 Rudolf Posselt
- 1. 8. 1964 Hynek Šťastný
- 1. 8. 1970 František Appl
- 1. 8. 1972 Emil Dorničák
- 1. 8. 1975 Jaroslav Vyterna
- 1. 11. 1992 Štefan Bednár
- 1. 8. 1994 Václav Horniak
- 4. 3. 2013 Pavel Procházka, admin. exc. ze Šluknova[3]

Kromě kněží stojících v čele farnosti, působili ve farnosti v průběhu její historie i jiní kněží. Většinou pracovali jako farní vikáři, kaplani, katecheté, výpomocní duchovní aj.

## Území farnosti
Do farnosti náleží území obce:
- Lipová (Hainspach[p 2])
- Liščí (Röhrsdorf[p 2])

## Římskokatolické sakrální stavby na území farnosti
| | Fotografie | Stavba                                                  | Místo  | Bohoslužby                      | Zeměpisné souřadnice            | Status                 | Číslo kulturní památky           |
| Kostel | Kostel     | Kostel                                                  | Kostel | Kostel                          | Kostel                          | Kostel                 | Kostel                           |
| --- | ---------- | ------------------------------------------------------- | ------ | ------------------------------- | ------------------------------- | ---------------------- | -------------------------------- |
| 1. |            | Kostel svatého Šimona a Judy                            | Lipová | bližší informace o bohoslužbách | 51°0′46″ s. š., 14°21′50″ v. d. | farní kostel           | 24921/5-3808 (Pk•MIS•Sez•Obr•WD) |
| Kaple |            |                                                         |        |                                 |                                 |                        |                                  |
| 2. |            | Hřbitovní kaple                                         | Lipová | bohoslužby příležitostně        | 51°0′43″ s. š., 14°22′0″ v. d.  | obecní hřbitovní kaple | —                                |
| 3. |            | Kaple svatého Kříže                                     | Lipová | bližší informace o bohoslužbách | 51°0′47″ s. š., 14°21′32″ v. d. | zámecká kaple          | 25843/5-3809 (Pk•MIS•Sez•Obr•WD) |
| 4. |            | Kaple Panny Marie                                       | Liščí  | bližší informace o bohoslužbách | 51°2′0″ s. š., 14°21′20″ v. d.  | kaple                  | —                                |
| 5. |            | Kaple Panny Marie Neposkvrněné                          | Liščí  | bohoslužby nelze sloužit        | 51°1′49″ s. š., 14°21′12″ v. d. | zbořená kaple          | —                                |
| 6. |            | Kaple v Domově důchodců Lipová Lipová 273 407 81 Lipová | Lipová | bližší informace o bohoslužbách | 51°1′3″ s. š., 14°21′56″ v. d.  | oratorium              | —                                |
| Některé drobné sakrální stavby a pamětihodnosti lze dohledat zde v databázi Drobné sakrální památky Zaniklé sakrální stavby lze dohledat zde v databázi Poškozené a zničené kostely, kaple a synagogy v České republice |            |                                                         |        |                                 |                                 |                        |                                  |

Ve farnosti se mohou nacházet i další drobné sakrální stavby, místa římskokatolického kultu a pamětihodnosti, které neobsahuje tato tabulka.

## Příslušnost k farnímu obvodu
Z důvodu efektivity duchovní správy byl vytvořen farní obvod (kolatura) farnosti – arciděkanství Šluknov, jehož součástí je i farnost-děkanství Lipová, která je tak spravována excurrendo. Přehled těchto kolatur je v tabulce farních obvodů děčínského vikariátu.